# John J. Herrera
John James Herrera (2 de abril de 1910 - 12 de octubre de 1986) fue un abogado mexico-americano que luchó por derechos para los mexicanos en la unión norteamericana. 
Nació en el pueblo de Cravens, Luisiana. Se unió al club League of United Latin American Citizens (LULAC) en 1933. Empezó a ejercer su carrera de abogacía en Houston, Texas en el año 1943.
Fue presidente de LULAC en los años 1952-1953. 
Herrera murió en la ciudad de Houston, Texas en 1986. La documentación que el dejó fue donada y está archivada en la biblioteca central de las Bibliotecas Públicas de Houston (Houston Public Library).